# ولفرم آلفا
 ولفرم آلفا  (به انگلیسی: Wolfram Alpha) یک موتور محاسباتی دانش است که توسط ولفرم ریسرچ ایجاد شده‌است.
این موتور جستجو حاصل تلاش فیزیکدانی بنام استفان ولفرام و تیم تحقیقاتی او است. هستهٔ اصلی ولفرام‌آلفا نرم‌افزار محاسباتی متمتیکا است.
برخلاف دیگر موتورهای جستجو که معمولاً گزیده‌ای از وب را در اختیار شما می‌گذارند، ولفرام‌آلفا، این اطلاعات را پردازش کرده و سپس در اختیار کاربر می‌گذارد. ولفرام آلفا قادر است به بسیاری از سؤالاتی که دیگر موتورهای جستجو قادر به جوابگویی به آن‌ها نیستند پاسخ دهد؛ برای نمونه سؤالی مثل: «ملکه الیزابت دوم در سال ۱۹۴۷ چند ساله بوده است؟» یا «پنجاه و چهارمین کشور کوچک از لحاظ سرانه تولید ناخالص ملی کدام کشور است؟» با این وجود نمی‌توان انتظار هر نوع محاسبه‌ای را از این وب‌گاه داشت.
یکی از مهم‌ترین و کاربردی‌ترین قسمت‌های این موتور جستجو توانایی آن در حلّ مسایل ریاضی است . شما می‌توانید به وسیلهٔ این موتور جستجو محاسبات ریاضیاتی را که مورد نظرتان است به راحتی و در عرض چند ثانیه حل کنید. مثلاً می‌توانید معادله‌ای پیچیده را به ولفرام آلفا داده و جواب آن را بگیرید. یا به عنوان مثال، می‌توانید برای به دست آوردن جواب‌های معادلات پیچیدهٔ ماتریسی از آن استفاده کنید. فقط کافی است تا معادلهٔ مورد نظر خود را در عبارت جستجو وارد کنید تا برنامه برای شما جواب‌ها را محاسبه کند. یا می‌توانید نمودارهای مورد نظر خودتان را به راحتی به این موتور جستجو داده تا برایتان رسمشان کند.

## لوگوی ولفرام
لوگوی ولفرام شبیه به یک جسم فضایی ۶۰وجهی است که هر وجه آن‌ را یک لوزی تشکیل می‌دهد و شکلی مشابه هستهٔ کریستال Al6Li3Cu دارد.